# Abdul Mumin
Abdul Mumin (født 6. juni 1998 i Ghana) er en ghanesisk fodboldspiller, der spiller for Rayo Vallecano.

## Klubkarriere
Mumin er født i Ghana og var en del af Right to Dream-akademiet. Han var en integreret del af blandt andet U/18-holdet, der var med til at vinde Gothia Cup i 2014 og 2015.

### FC Nordsjælland
Den 2. august blev det bekræftet, at Mumin havde skrevet under på en professionel kontrakt med FC Nordsjælland og blev en del af klubbens U/19-hold.
Han fik sin debut i Superligaen blot fem dage senere, den 7. august 2016, for FC Nordsjælland, da han blev skiftet ind i det 62. minut i stedet for Viktor Tranberg i 1-2-nederlaget til AaB.
Han blev en del af klubbens førstehold i sommeren 2017.
Den 23. januar 2018 blev Mumin udlejet til 1. divisionsklubben HB Køge for resten af 2017-18-sæsonen.